# Réserve ornithologique d'Eidsbotn
La réserve ornithologique d'Eidsbotn est une réserve ornithologique norvégienne située dans la commune de Levanger Trøndelag. Eidsbotn est un langgrunt fjordbasseng à l'ouest de la E6, au sud du centre commercial Magneten et du centre-ville de Levanger, lequel est relié au Trondheimsfjord par leLevangersundet. La réserve fait partie du Système de zones humides du Trondheimsfjord et bénéficie du statut de site Ramsar.
La réserve a été créée en 1984 afin de protéger une zone humide d'une grande importance pour l'avifaune: comme aire de repos pour les oiseaux migrateurs, et lieu de mue et d'hivernage pour les canards.